# Fairthorpe
Fairthorpe war ein britischer Hersteller von Automobilen. Einige der Modelle wurden in Bausatzform angeboten.

## Unternehmensgeschichte
Fairthorpe Limited wurde von Donald Tyndal „Don“ Bennett gegründet, einem ehemaligen Bomberkommandanten, der nach dem Zweiten Weltkrieg in Großbritannien eine eigene Fluglinie aufgebaut hatte. Das Unternehmen begann 1954 in Chalfont St Peter in Buckinghamshire mit der Produktion von Automobilen. 1954 erfolgte der Umzug nach Gerrards Cross in Buckinghamshire, und 1964 nach Denham.
1976 wurde die Produktion eingestellt.

## Fahrzeuge

### Atom
Das erste Modell war der Atom, ein kleines Coupé mit einer Karosserie aus Fiberglas mit wahlweise zwei oder vier Sitzen. Ein Einbaumotor von BSA im Heck des Fahrzeugs mit wahlweise 249 cm³, 348 cm³ oder 646 cm³ Hubraum sorgte für den Antrieb.

### Atomota
1957 kam der Nachfolger Atomota mit einem Frontmotor auf den Markt, ebenfalls als Coupé erhältlich. Das Auto hatte ein Fließheck und hintere Kotflügel, die in große Heckflossen übergingen. Der Zweizylindermotor mit 646 cm³ Hubraum kam von Standard und leistete 35 PS. Der Atomota war wahlweise als Fertigfahrzeug oder als Bausatz erhältlich. 1960 wurde die Produktion eingestellt. Der britische Automobiljournalist Giles Chapman kritisierte den Atomota als unkomfortabel, amateurhaft und nicht konkurrenzfähig. Er zählte das Auto rückblickend zu den „schlechtesten jemals verkauften Fahrzeugen“.

### Electron

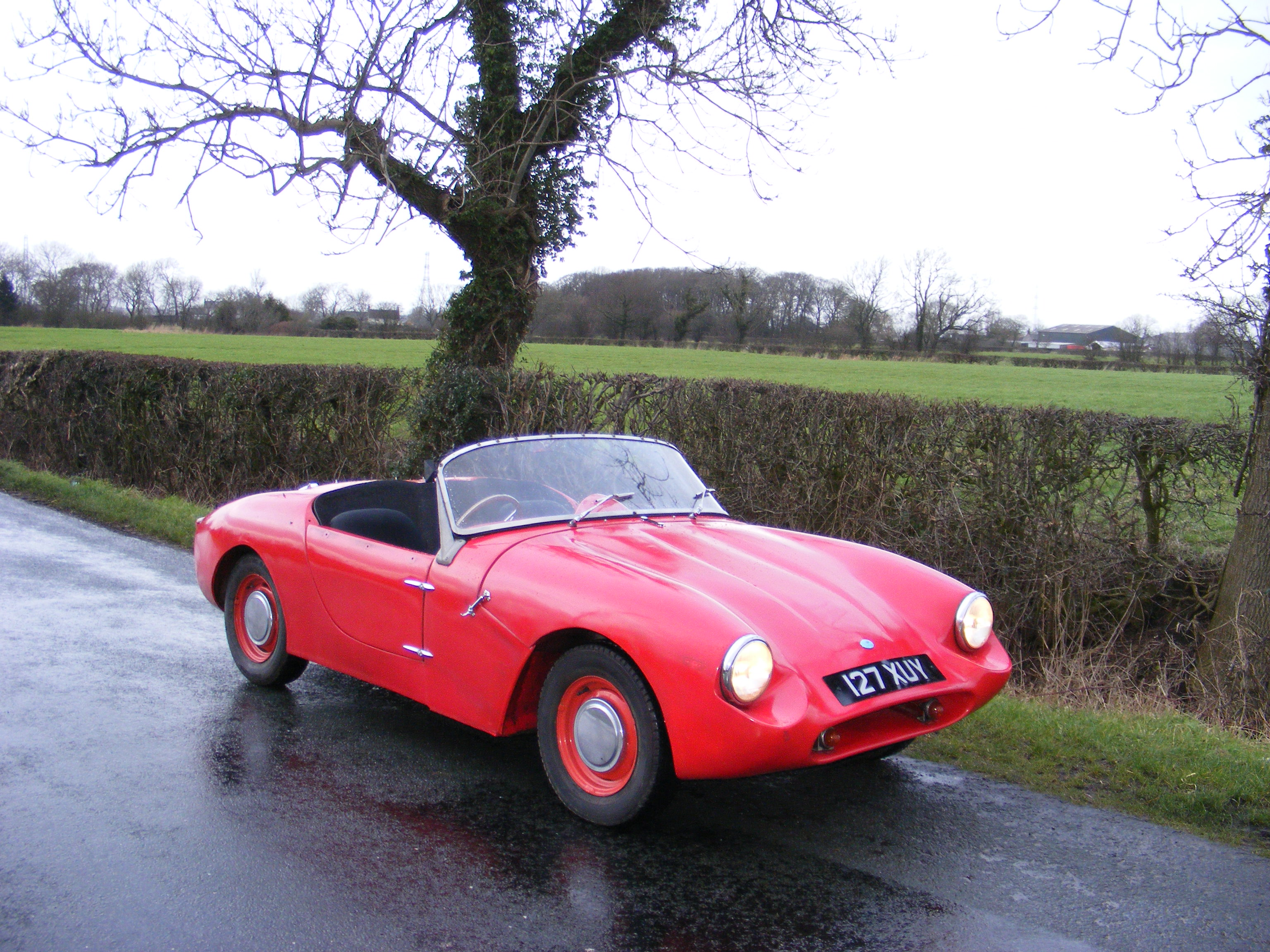
Fairthorpe Electron Minor (1962)

Eine Fahrzeugklasse größer war der Electron, den es als offenen Zweisitzer von 1956 bis 1957 gab. Hier waren Vierzylindermotoren von Coventry Climax montiert, die aus 1098 cm³ Hubraum 84 bis 93 PS, aus 1220 cm³ Hubraum 85 PS oder aus 1960 cm³ Hubraum 110 PS leisteten. Die Aufhängung übernahm Fairthorpe vom Triumph TR2. Insgesamt entstanden etwa 20 Fahrzeuge. Die preisgünstigere Version Electron Minor gab es von 1957 bis 1963. Von ihm baute Fairthorpe etwa 300 Exemplare. Der Vierzylindermotor aus dem Standard Ten mit 948 cm³ Hubraum leistete zwischen 38 und 45 PS.

### Electrina
Der Electrina war ein Parallelmodell zum Electron. Er war eine kleine zweitürige Limousine, die von 1960 bis 1963 angeboten wurde. Ihre Motorisierung entsprach der des Electron. Vom Electrina sind nur sechs Exemplare entstanden.

### EM Mk. III bis VI
Zwischen 1963 und 1967 gab es den EM Three mit 1147 cm³ Hubraum und 63 bis 67 PS. Sein Nachfolger, der unter der Bezeichnung EM Mk. IV verkauft wurde, nutzte ein von Fairthorpe selbst entworfenes Chassis und wurde von einem 1296 cm³ großen, 75 PS starken Motor aus dem Triumph Spitfire angetrieben. Der EM Mk. V war die 2+2-sitzige Version des Mk. IV.  1970 stellte Fairthorpe mit dem EM Mk. VI den Nachfolger des EM Mk. IV vor, der auf einem Chassis des Triumph GT6 basierte. Von ihm entstanden nur zwei Fahrzeuge.

### Zeta und Rockette
Zeitweise produzierte Fairthorpe auch Sechszylindermodelle. Das nur fünfmal produzierte Modell Zeta (1959 bis 1963) besaß einen Motor des Ford Zephyr mit 2553 cm³ Hubraum und einer Motorleistung, die je nach Ausführung zwischen 90 und 137 PS lag. Sein als Rockette verkaufter Nachfolger (1962 bis 1965) hatte dagegen den 1596 cm³ großen Motor des Triumph Vitesse, der 70 PS leistete. Er entstand in 25 Exemplaren.

### TX
Außerdem gab es zwischen 1965 und 1969 das Coupé TX, von dem etwa 50 Exemplare hergestellt wurden. Der Prototyp TX I von 1965 besaß einen Vierzylindermotor, während die Serienmodelle ab 1967 mit einem Sechszylindermotor, 1998 cm³ Hubraum und zwischen 95 und 140 PS ausgestattet waren. Nachfolger wurde der TX Tripper.